# واگذاری ویژه
واگذاری ویژه یا انتقال ویژه عملیست که طی آن مجرم را برای بازجویی‌های شدید (مانند شکنجه) به کشور دیگری واگذار می‌کنند که در آن کشور امکان برخورد شدیدتر با مجرم وجود دارد تا به هر نحوی شده از او حرف بکشند. 
این عمل چندین بار توسط نیروهای امنیتی آمریکا انجام گرفته و شامل بازداشت‌، انتقال‌های مخفیانه، و بازرسی‌های غیرمتعارف گشته است. این سیاست آمریکا برخاسته از سیاست ضدتروریستی عنوان می‌شود.

## موارد

### خلیل ال مصری
خلیل ال مصری در سال ۲۰۰۶ در دادگاهی مدعی شد که در سال ۲۰۰۳ توسط دولت ایالات متحده آمریکا در مرز صربستان و مقدونیه زمانی که در تعطیلات به سر می‌برد، دزدیده شده و به هتلی در اسکوپیه، پایتخت مقدونیه منتقل شده و در آنجا به مدت بیست و سه روز زندانی بوده و شکنجه می‌شده‌است .او همچنین مدعی شده‌است که به افغانستان فرستاده شده و مدت پنج ماه در آنجا تحت شکنجه قرار گرفت و در نهایت بدون هیچ گونه ایراد اتهام رسمی از زندان آزاد شد. وی توسط دولت ایالات متحده مظنون به عضویت در القاعده بود.
دادگاه حقوق بشر اروپا در تاریخ ۱۳ دسامبر سال ۲۰۱۲ به نفع خلیل المصری رأی داد و دولت مقدونیه را به پرداخت ۸۷۰۰۰ دلار به عنوان غرامت به وی محکوم کرد.

### محسن مصطفی اسامه نصر
اسامه نصر معروف به ابو عمر، اسلامگراست و به گفته وی در شهر میلان ایتالیا توسط ماموران دولت آمریکا ربوده شد و به پایگاه نیروی هوایی آمریکا در شمال ایتالیا منتقل شد. وی سپس از طریق پایگاه مزبور به آلمان و سپس به مصر منتقل شد. در مصر وی حدود ۴ سال زندانی بود و در این مدت توسط ماموران سیا شکنجه شد. وی پس از آزادی از ربایندگان خود در دادگاهی در ایتالیا شکایت کرد.
دادگاه ۲۳ نفر از ماموران دولت آمریکا را که در ربودن اسامه نصر دست داشتند به‌طور غیابی محاکمه کرد و همگی را به زندان محکوم کرد. دولت ایالات متحده از تحویل ماموران سیا به ایتالیا جهت سپری کردن دوران مجکومیت خودداری کرده‌است.

### جلال شرفی
جلال شرفی کارمند سفارت ایران در عراق در سال ۲۰۰۷ توسط افرادی که لباس گردان ۳۶ کماندویی عراق را که واحدی تحت نظر نیروهای آمریکاییست، پوشیده بودند، «ربوده شد». وی دو ماه پس از ربوده شدن آزاد شد. وی ادعا نموده‌است که در مدتی که زندانی بود، توسط ماموران سیا به شدت شکنجه شده‌است.

### شهرام امیری
در سال ۲۰۰۹ دولت ایران اعلام کرد که دولت آمریکا با همکاری دولت عربستان یک دانشمند اتمی ایران را که در عربستان برای انجام حج به سر می‌برد، دزدیده‌است.
رسانه‌های غربی در مارس ۲۰۱۰ ادعا کردند که شهرام امیری به غرب پناهنده شده‌است.

### امیرحسین اردبیلی
امیر حسین اردبیلی در سال ۲۰۰۷ در کشور گرجستان به اتهام تلاش برای خرید اسلحه برای دولت ایران، توسط نیروهای امنیتی آمریکا ربوده شد و مخفیانه به آمریکا منتقل گردید. دولت آمریکا دزدیدن اردبیلی را به مدت نزدیک به دو سال پنهان کرده بود. وی سرانجام در آمریکا به پنج سال زندان جهت قاچاق اسلحه محکوم گردید.